# Hebeloma cavipes
Hebeloma cavipes är en svampart som beskrevs av Huijsman 1961. Enligt Catalogue of Life ingår Hebeloma cavipes i släktet fränskivlingar,  och familjen Strophariaceae, men enligt Dyntaxa är tillhörigheten istället släktet fränskivlingar,  och familjen buktryfflar. Arten är reproducerande i Sverige. Inga underarter finns listade i Catalogue of Life.
I den svenska databasen Dyntaxa används istället namnet Hebeloma lutense för samma taxon.  Arten är reproducerande i Sverige.